# Florida Film Critics Circle Awards 2020
Na 25. ročníku udílení cen Florida Film Critics Circle Awards byly předány ceny v těchto kategoriích dne 21. prosince 2020. Nominace byly oznámeny dne 17. prosince 2020.

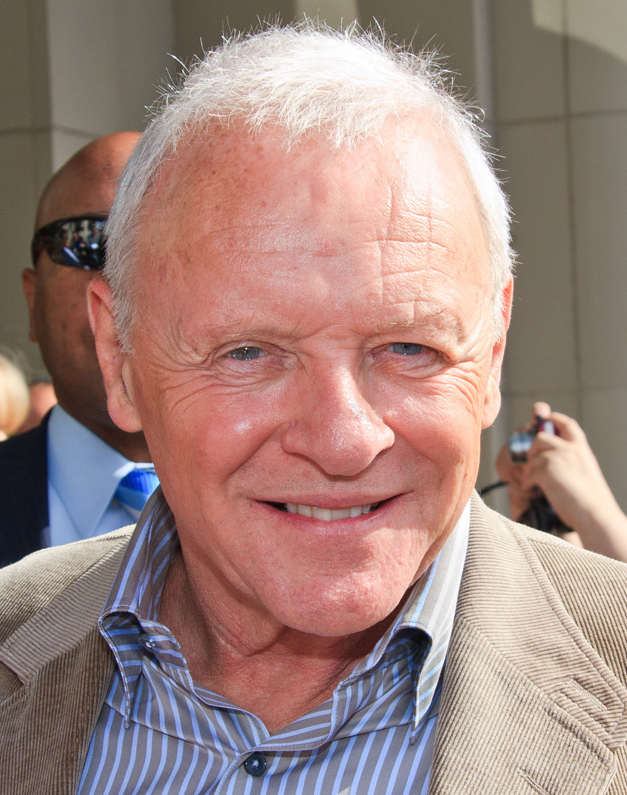
Anthony Hopkins, vítěz v kategorii nejlepší mužský herecký výkon v hlavní roli

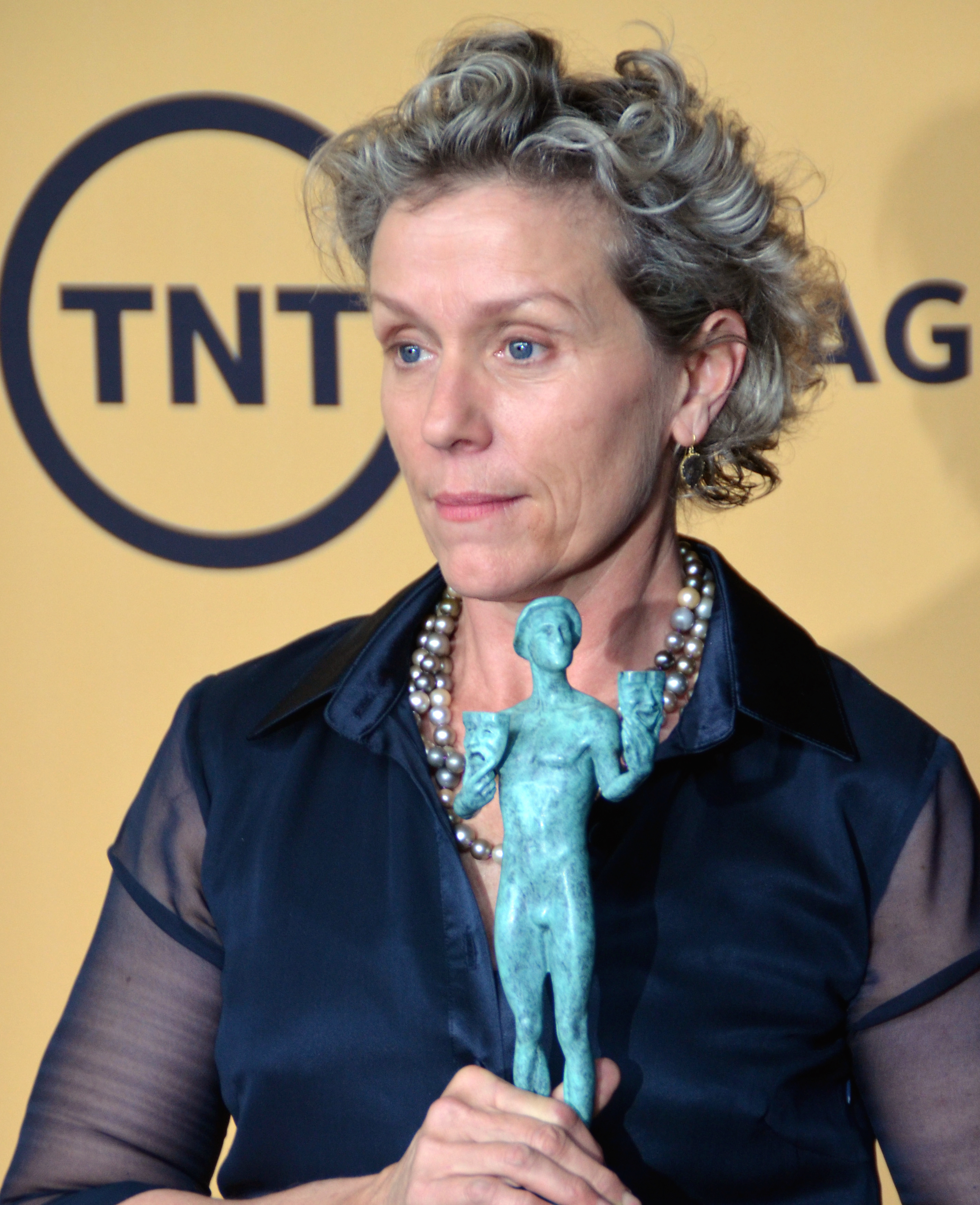
Frances McDormandová, vítězka v kategorii nejlepší ženský herecký výkon v hlavní roli

## Vítězové a nominovaní

### Nejlepší film
1. První kráva
2. Země nomádů/Chicagský tribunál/Minari

### Nejlepší režisér
1. Chloé Zhaová – Země nomádů
2. Kelly Reichardt – První kráva / Aaron Sorking – Chicagský tribunál

Lee Isaac Chung – Minari
Florian Zeller – The Father

### Nejlepší herec v hlavní roli
1. Anthony Hopkins – The Father
2. John Magaro – První kráva

Riz Ahmed – Sound of Metal
Chadwick Boseman – Ma Rainey – matka blues

### Nejlepší herečka v hlavní roli
1. Frances McDormandová – Země nomádů
2. Viola Davis – Ma Rainey – matka blues a Carey Mulligan – Nadějná mladá žena

Carrie Coon – The Nest
Elisabeth Mossová – Shirley

### Nejlepší herec ve vedlejší roli
1. Paul Raci – Sound of Metal
2. Brian Dennehy – Driveways

Sacha Baron Cohen – Borat 2
Chadwick Boseman – Bratrstvo pěti
Bill Murray – On the Rocks

### Nejlepší herečka ve vedlejší roli
1. Maria Bakalova – Borat 2
2. Yuh-Jung Youn – Minari

Jane Adams – Shie Dies Tomorrow
Charlene Swankie – Země nomádů

### Nejlepší obsazení
1. Sekerka – Mangrove
2. Chicagský tribunál

Ma Rainey – matka blues
Minari

### Nejlepší původní scénář
1. Lee Isaac Chung – Minari
2. Aaron Sorkin – Chicagský tribunál

Emerald Fennell  – Nadějná mladá žena
Pete Docter, Mike Jones a Kemp Powers – Duše
Jack Fincher – Mank

### Nejlepší adaptovaný scénář
1. Charlie Kaufman – Asi to ukončím
2. Chloé Zhaová  – Země nomádů / Ruben Santiago-Hudson – Ma Rainey – matka blues

Christopher Hampton a Florian Zeller – The Father
Jonathan Raymond a Kelly Reichardt – První kráva

### Nejlepší cizojazyčný film
1. Los Fuertes
2. Minari

Hic
Nabarvené ptáče
Ti, kteří zůstali

### Nejlepší dokument
1. You Don't Nomi
2. Dick Johnson je mrtvý

American Utopia
Gunda
Time

### Nejlepší animovaný film
1. Duše
2. Vlkochodci

Až na Měsíc
Kimi to, nami ni noretara
Vlčí dům

### Nejlepší kamera
1. Erik Messerschmidt – Mank
2. Shabier Kirchner – Sekerka – Lovers Rock

### Nejlepší výprava
1. Donald Graham Burt – Mank
2. Adam Marshall – Sekerka – Lovers Rock
3. Kirby Feagan – Shirley

### Nejlepší vizuální efekty
1. Murray Barber – Possessor
2. Andrew Jackson – Tenet
3. Matt Kasmir a Chris Lawrence – Půlnoční nebe

### Nejlepší skladatel
1. Trent Reznor, Atticus Ross a Jon Batiste – Duše
2. Ludwig Goransson – Tenet

William Tyler – První kráva
Alexandre Desplat – Půlnoční nebe

### Nejlepší první film
1. Nadějná mladá žena
2. The Father

Čtyřicetiletá verze
Relic
Some Kind of Heaven

### Objev roku
- Sidney Flaning – Never Rarely Sometimes Always
- Maria Bakalova – Borat 2

Odessa Young – Shirley
Marin Ireland – The Dark and the Wicked
Lucas Jaye – Driveways